# ناحية خربة المعزة
ناحية خربة المعزة إحدى نواحي سوريا تتبع إداريّاً لمحافظة طرطوس منطقة طرطوس ومركزها بلدة خربة المعزة، بلغ تعداد سكان الناحية 22,897 نسمة حسب التعداد السكاني لعام 2004.

## بلدات وقرى ناحية خربة المعزة
الدنانير (دنيكره)، كرم بيرم (كروم)، خربة المعزة، منية يحمور، ميعار شاكر، قلع اليازدية، القبية، طرطوس، وقف الشيخ عياش، يحمور، الزرقات.